# Polyrhachis croceiventris
Polyrhachis croceiventris é uma espécie de formiga do gênero Polyrhachis, pertencente à subfamília Formicinae.